# Dušan Savić
Dušan Savić (Ub, Yugoslavia, 1 de junio de 1955) es un exfutbolista serbio que jugaba como delantero. El principal equipo a lo largo de su carrera deportiva fue el Estrella Roja de Belgrado, con el que disputó un total de 202 encuentros y anotó 120 goles en diez temporadas.

## Trayectoria
Comenzó la práctica del fútbol en el Estrella Roja de Belgrado en el año 1973. Se mantuvo en el equipo yugoslavo hasta enero de 1983 y, en esas diez campañas, tuvieron lugar los mayores éxitos de su carrera deportiva, tales como alcanzar los cuartos de final en la Copa de Europa de la campaña 1973-74, disputar las semifinales de la edición 1974-75 de la Recopa de Europa y obtener un subcampeonato en la Copa de la UEFA 1978-79.
A la mitad de la temporada 1982-83 abandonó la disciplina del Estrella Roja para incorporarse al Real Sporting de Gijón durante la segunda vuelta. En el equipo asturiano, al contar con la confianza del técnico yugoslavo Vujadin Boškov, disputó un total de trece partidos en los que anotó tres goles. Una vez finalizado el curso futbolístico 1982-83, se incorporó al Lille O. S. C. para la campaña 1983-84. En la temporada 1985-86, Savić fichó por el A. S. Cannes, en el que colgó posteriormente las botas tras concluir el curso 1988-89.

## Selección nacional
Representó a la selección yugoslava en un total de doce ocasiones en las que anotó cuatro goles, desde el año 1975 hasta 1982.

## Clubes
| Club                      | País       | Año       |
| ------------------------- | ---------- | --------- |
| Estrella Roja de Belgrado | Yugoslavia | 1973-1983 |
| Real Sporting de Gijón    | España     | 1983      |
| Lille O. S. C.            | Francia    | 1983-1985 |
| A. S. Cannes              | Francia    | 1985-1989 |